# بوشی‌هاد (اکلاهما)
بوشی‌هاد(به انگلیسی: Bushyhead) شهری در ایالت اکلاهما کشور ایالات متحده آمریکا است که جمعیت آن در سرشماری سال ۲۰۱۰ میلادی، ۱٬۳۱۴ نفر بوده‌است.